# Dušan Puvačić
Dušan Puvačić (Banja Luka, 6. april. 1936 — Beograd, 18. juli 2017) bio je srpski književni kritičar, prevodilac i profesor srpskog jezika i književnosti u Engleskoj.

## Biografija
Dušan Puvačić je rođen 1936. u Banjaluci, gde je završio gimnaziju. U Beogradu je diplomirao svetsku književnost na Filozofskom fakultetu.
Od 1962. do 1973. radio je u „Književnim novinama” i časopisu „Savremenik” kao jedan od urednika, a od 1970. do 1975. je imao svoju redovnu rubriku u „NINu” pod naslovom „Čitati ili ne čitati”. Od 1969. do 1973. bio je sekretar Međunarodnog PEN centra Srbije.
Godine 1973, kao izabrani kandidat Republičkog fonda za međunarodnu saradnju, otišao je u Englesku da na Lancaster University predaje srpskohrvatski jezik i književnost. Nakon tri godine prihvatio je ponuđeni stalni posao na univerzitetu, a 1985. je prešao u London u School of Slavonic and East European Studies, gde je nastavio da predaje srpski jezik i književnost sve do odlaska u penziju 1996. godine. 
Bio je jedan od glavnih pokretača Londonskog ogranka Udruženja srpskih pisaca u inostranstvu (ASWA - Association of Serbian Writers Abroad). 
Zajedno sa profesorom Vladimirom Miličićem sa Western Washington University u Americi, osnovao je prvi elektronski časopis KRITIKA etc., za književnost, umetnost, jezik i kulturu.
Zajedno sa akademikom dr Predragom Palavestrom, priredio je Sabrana dela Branka Lazarevića u osam tomova. Beograd, Zavod za udžbenike. (2003 - 2006).
Godine 2008. preživeo je težak moždani udar, koji ga je onemogućio da nastavi bilo kakav profesionalni rad. Preminuo je u Beogradu 2017. godine.

## Dela
Tragom teksta, Banja Luka, Glas. 1989.
Ugovor s Đavolom, Beograd, Stručna knjiga. 1990.
Balkan Themes (na engleskom), Pariz, Éditions Ésopie. 2013.

### Prevodi knjiga
Vetar ne zna čitati, Ričard Mejson (1962)
Načela književne kritike, I. A. Ričards (1964)
Druga zemlja, Džems Boldvin (1966) (drugo izdanje 1986)
Nasleđe simbolizma, Sesil Moris Baura (1970)
Istorija moderne umetnosti, H. H. Arnason (prvo izdanje) (1975)
Predavanje o senci, Džon Don (1981)
Izveštaj plemenu, Norman Makejg (2008)

## Spoljašne veze
- dusanpuvacic.com
- Sećanje: Dušan Puvačić (1936–2017) – Srpsko književno društvo